# Tyler Mane
Daryl Karolat, művésznevén Tyler Mane (Saskatoon, 1966. december 8. - ) kanadai színész és visszavonult ökölvívó.
Egyik legismertebb szerepe Kardfogú az X-Men: A kívülállók (2000) és a Deadpool & Rozsomák (2024) című filmekből.

## Pályafutása

### Színészi
1992-ben debütált a Luchadores de las Estrellas című filmben, ahol a film gonosztevőjét, El Vampiro Interespacial-t alakította.
Miután visszavonult a pankrációtól, számos filmben szerepelt, többek között az X-Men – A kívülállókban Kardfogúként, a Horrortár – Szörnyek szülőjében, a Kismocsokban, A Skorpiókirályban, a Trójában, a Herkules és Az 1000 halott háza 2. – A sátán bosszúja.
2007-ben ő játszotta Michael Myerst Halloween című filmben. 2009-ben újra eljátszotta a szerepet a Halloween 2. című filmben.
2010-ben feleségével saját produkciós céget alapítottak: Mane Entertainment. Első játékfilmjük, a Compound Fracture 2013-ban jelent meg. 2016-ban az Abnormal Attraction című vígjátékában szerepelt. 2019-ben a  Ne játssz a tűzzel című filmben szerepelt. 2024. június 28-án kiderült, hogy Mane újra eljátssza Kardfogú szerepét a Deadpool & Rozsomák című filmben.

## Filmográfia

### Filmek
| Év   | Magyar cím                                | Eredeti cím                 | Szerep                   | Magyar hang         | Rendező(k)                       |
| ---- | ----------------------------------------- | --------------------------- | ------------------------ | ------------------- | -------------------------------- |
| 1992 |                                           | Luchadores de las estrellas | El Vampiro Interespacial |                     | Rodolfo Lopezreal, Fabián Arnaud |
| 2000 | X-Men – A kívülállók                      | X-Men                       | Victor Creed / Kardfogú  | Barbinek Péter      | Bryan Singer                     |
| 2001 | Kismocsok                                 | Joe Dirt                    | Bondi                    | Hajdu Steve         | Dennie Gordon                    |
| 2001 | Horrortár – Szörnyek szülője              | How to Make a Monster       | Hardcore                 |                     | George Huang                     |
| 2002 | Fekete maszk 2.                           | Black Mask 2: City of Masks | Thorn                    |                     | Tsui Hark                        |
| 2002 | A Skorpiókirály                           | The Scorpion King           | Barbár törzsfőnök        | Schneider Zoltán    | Chuck Russell                    |
| 2003 |                                           | Red Serpent                 | Tyler                    |                     | Gina Tanasescu                   |
| 2004 | Trója                                     | Troy                        | Aiasz                    | Ifj. Jászai László  | Wolfgang Petersen                |
| 2005 | Az 1000 halott háza 2. – A sátán bosszúja | The Devil's Rejects         | Rufus "RJ" Firefly, Jr.  |                     | Rob Zombie                       |
| 2007 |                                           | 07 Spaceys                  | Önmaga                   |                     | Rob Zombie                       |
| 2007 | Halloween                                 | Halloween                   | felnőtt Michael Myers    | nem szólal meg      | Rob Zombie                       |
| 2009 | Halloween 2.                              | Halloween II                | felnőtt Michael Myers    | Sörös Miklós        | Rob Zombie                       |
| 2010 |                                           | Shooting Gunless            | Önmaga                   |                     | Marshall Axani, Kyle Sandlands   |
| 2010 | Egy törvényen kívüli Kanadában            | Gunless                     | Jack                     | Petridisz Hrisztosz | William Phillips                 |
| 2011 |                                           | 247°F                       | Wade                     |                     | Levan Bakhia, Bega Jguburia      |
| 2013 |                                           | Prey: The Light in the Dark | Prey                     |                     | Mike Grier                       |
| 2013 |                                           | Devil May Call              | John Reed Smith          |                     | Jason Cuadrado                   |
| 2014 |                                           | Compound Fracture           | Michael Wolffsen         |                     | Anthony J. Rickert-Epstein       |
| 2015 |                                           | Take 2: The Audition        | Hal Wolfe                |                     | Rob Hawk                         |
| 2017 | Kisvárosi ütközet                         | Check Point                 | Stacks seriffhelyettes   | Petridisz Hrisztosz | Thomas J. Churchill              |
| 2017 |                                           | Victor Crowley              | Bernard                  |                     | Adam Green                       |
| 2018 |                                           | Abnormal Attraction         | Bernie 'the Cyclops'     |                     | Michael Leavy                    |
| 2019 |                                           | The Silent Natural          | Tommy McCarthy           |                     | David Risotto                    |
| 2019 |                                           | Miracle in East Texas       | Thurman Dial             |                     | Kevin Sorbo                      |
| 2019 | Ne játssz a tűzzel                        | Playing with Fire           | Fejsze                   | Bercsényi Péter     | Andy Fickman                     |
| 2020 |                                           | Bring Me a Dream            | The Sandman              |                     | Chase Smith                      |
| 2020 |                                           | Peneace Lane                | Crimson Matthews         |                     | Engert Péter                     |
| 2020 |                                           | Entrenchment                | Andrew Woodsman          |                     | Deven Parrish                    |
| 2024 |                                           | Dead North                  | Bear                     |                     | Fabrizio Livigni                 |
| 2024 | Deadpool & Rozsomák                       | Deadpool & Wolverine        | Victor Creed / Kardfogú  | Barbinek Péter      | Shawn Levy                       |

### Televíziós sorozatok
| Év        | Magyar cím                 | Eredeti cím                    | Szerep                    | Megjegyzések                                                                     |
| --------- | -------------------------- | ------------------------------ | ------------------------- | -------------------------------------------------------------------------------- |
| 1999      | Ötösfogat                  | Party of Five                  | Mr. Mayhem                | 1 epizód                                                                         |
| 2000-2002 |                            | Son of the Beach               | Adolf Manson              | 2 epizód                                                                         |
| 2001      | V.I.P. – Több, mint testőr | V.I.P.                         | Önmaga                    | 1 epizód                                                                         |
| 2005      | Herkules                   | Hercules                       | Antaeus                   | minisorozat magyar hangja Barbinek Péter (1. szinkron) Jakab Csaba (2. szinkron) |
| 2006      | Monk – A flúgos nyomozó    | The Monk                       | Motoros                   | 1 epizód                                                                         |
| 2006      |                            | My Boys                        | Ajtós                     | 1 epizód                                                                         |
| 2011      |                            | Ankward Embraces               | A Bagel srác              | 1 epizód                                                                         |
| 2011      |                            | Cinemassacre's Monster Madness | Michael Myers             | 1 epizód                                                                         |
| 2011-2012 |                            | Chopper                        | Jeremiah Carver / Chopper | Websorozat; 7 epizód                                                             |
| 2014      | A titkok könyvtára         | The Librarians                 | Minótaurosz               | 1 epizód                                                                         |
| 2017      |                            | Midnight, Texas                | Paranormális jelenség     | 1 epizód                                                                         |
| 2018      |                            | Half Untold                    | Bayonne                   | 1 epizód                                                                         |
| 2021      |                            | Knight's End                   | Ismeretlen                | 1 epizód                                                                         |
| 2021      | Jupiter hagyatéka          | Jupiter's Legacy               | Blackstar                 | 5 epizód                                                                         |
| 2022-2023 | Doom Patrol                | Doom Patrol                    | Richard Frank / Torminox  | 4 epizód                                                                         |

### Videójátékok
| Év   | Cím                      | Szerep                  | Megjegyzés |
| ---- | ------------------------ | ----------------------- | ---------- |
| 2006 | X-Men: The Official Game | Victor Creed / Kardfogú | hang       |

### Videóklippek
| Év   | Cím                              | Szerep        | Rendező      |
| ---- | -------------------------------- | ------------- | ------------ |
| 2015 | Twiztid: "Boogieman"             | The Boogeyman | Roy Knyrim   |
| 2015 | Slayer: "Repentless"             | Tyler         | BJ McDonnell |
| 2019 | Slayer: "The Repentless Killogy" | Tyler         | BJ McDonnell |

## Eredményei
- All Japan Pro Wrestling
  - AJPW "A világ legerősebb címkemeghatározó ligája" újhullámos díj (1990), Butch Masters-sel együtt[12]
- Pro Wrestling Illustrated
  - PWI Top 500 tehetséges ökölvívó listáján a 440. helyen volt 1991-ben[13]
- Universal Wrestling Federation
  - 1-szeres UWF MGM világbajnoki cím (1994)[14]